# Olga Topilska
Olga Aleksandrowna Topilska (ros. Ольга Александровна Топильская; ur. 4 października 1990) – rosyjska lekkoatletka specjalizująca się w biegach sprinterskich.
W 2011 podczas mistrzostw Europy dla zawodników do lat 23 i uniwersjady zdobyła złote medale w biegu na 400 metrów, a na zawodach europejskich sięgnęła także po złoto w sztafecie 4 x 400 metrów. 
Rekordy życiowe w biegu na 400 metrów: stadion – 51,10 (25 czerwca 2011, Yerino); hala – 52,67 (16 lutego 2011, Moskwa).  

## Osiągnięcia
| Rok  | Impreza                        | Miejsce  | Konkurencja   | Lokata     | Wynik |
| ---- | ------------------------------ | -------- | ------------- | ---------- | ----- |
| 2011 | Młodzieżowe mistrzostwa Europy | Ostrawa  | bieg na 400 m | 1. miejsce | 51,45 |
| 2011 | Uniwersjada                    | Shenzhen | bieg na 400 m | 1. miejsce | 51,63 |